# Ośmiornice właściwe
Ośmiornice właściwe (Incirrina) – podrząd ośmiornic (Octopoda) obejmujący gatunki charakteryzujące się ramionami uzbrojonymi w przyssawki. Brak u nich wyrostków (cirri) i płetw. Takson ten obejmuje większość ośmiornic. Sklasyfikowano je w rodzinach:
- Alloposidae
- Amphitretidae
- Argonautidae
- Bolitaenidae
- Idioctopodidae
- Octopodidae – ośmiornicowate
- Ocythoidae
- Tremoctopodidae
- Vitreledonellidae